# Karl Bähre
Karl Bähre (14 april 1899 – 14 januari 1960) was een Duits waterpolospeler.
Karl Bähre nam als waterpoloër eenmaal deel aan de Olympische Spelen; in 1928. In 1928 maakte hij deel uit van het Duitse team dat goud wist te veroveren. Hij speelde alle drie de wedstrijden en scoorde acht goals.
Bähre speelde voor de club Wasserfreunde 98 Hannover.
Max Amann · 
Karl Bähre · 
Emil Benecke · 
Johann Blank (G) ·
Otto Cordes · 
Fritz Gunst · 
Erich Rademacher (G) ·
Joachim Rademacher